# 黄田志
黄田志（1978年7月5日—2018年7月20日），马来西亚雪兰莪州议会无拉港议员，也是民主行动党雪兰莪州组织秘书，因酒駕而于任内逝世。

## 生平
黄田志于2006年加入民主行动党，2008年获选为民主行动党蕉賴区联委会副主席，2009年在加影市议会担任市议员。
2013年5月5日，黄田志于马来西亚第13届全国大选中胜出，当选为无拉港州议员，并于2018年大选中连任。
黄田志接到选民投诉后亲力亲为的举动，让人留下了“有求必应”的印象。他曾陷入涉赌事件，之后他呈信予民主行动党纪律委员会并解释。黄田志在2018年大选前曾陷入“打小人”争议短片风波，之后与该短片8名演员到警局报警，以示清白。

## 酒駕逝世
2018年7月20日凌晨12点40分，黄田志驾驶一辆日产X-trail运动型多功能汽车，从吉隆坡返回位于蕉赖斯嘉柏兰岭的住家时，在蕉赖－加影大道11.7公里处的右边车道因酒駕撞上停放在快车道的一辆大道公司修路卡车，车身严重撞毁，并受困在车里。消拯队员即时抵达现场搶救，然而他因承受猛烈撞击而当场身亡，享年40岁。事后，他的遗体被运往沙登医院。他逝世后，马来西亚举行了2018年大选后的第二场补选。

## 选举成绩
| 年份 |  |                  | 得票数 | 得票率 | 竞选对手           | 竞选对手               | 得票数 | 得票率 | 总票数 | 多数票 | 投票率 |
| ---- |  | ---------------- | ------ | ------ | ------------------ | ---------------------- | ------ | ------ | ------ | ------ | ------ |
| 2013 |  | 黄田志（行动党） | 25,126 | 67.25% |                    | 黎广才（马华公会）     | 11,584 | 31.00% | 37,363 | 13,542 | 88.70% |
| 2013 |  | 黄田志（行动党） | 25,126 | 67.25% | 李亚成（独立人士） | 653                    | 1.75%  |        | 37,363 | 13,542 | 88.70% |
| 2018 |  | 黄田志（行动党） | 41,768 | 77.53% |                    | 莫哈末依布拉欣（伊党） | 6,230  | 11.56% | 53,872 | 35,538 | 88.20% |
| 2018 |  | 黄田志（行动党） | 41,768 | 77.53% | 林振华（马华公会） | 5,874                  | 10.90% |        | 53,872 | 35,538 | 88.20% |